# Plasselb
Plasselb (Freiburger Patois Pyanachivaⓘ) ist eine politische Gemeinde im Sensebezirk (genauer im Senseoberland) des Kantons Freiburg in der Schweiz.

## Geographie
Plasselb liegt auf 856 m ü. M., 11 km südöstlich der Kantonshauptstadt Freiburg (Luftlinie). Das Dorf erstreckt sich auf einer Geländeterrasse östlich der Ärgera, an deren Austritt aus den Freiburger Voralpen, am Nordfuss des Schwybergs.
Die Fläche des 18,1 km² grossen Gemeindegebiets umfasst einen Abschnitt der Freiburger Voralpen. Der nördlichste Gemeindeteil wird von der Mulde von Plasselb zwischen der Ärgera im Westen und dem Sensetal im Osten eingenommen. Diese Talmulde wird im Norden von den Höhen von Lantershubel (1024 m ü. M.) und Oberholz begrenzt. Westlich schliesst das Tal der Ärgera an, das einen bis zu 400 m breiten flachen Talboden besitzt und mit Erosionsmaterial (Geröll, Sand) aus dem Einzugsgebiet aufgefüllt und teilweise bewaldet ist. In diesem nördlichen Gemeindebereich wird die westliche Grenze vom Muelersbach, einem linken Seitenbach der Ärgera, gebildet.
Nach Süden erstreckt sich der Gemeindeboden in das stark reliefierte obere Einzugsgebiet der Ärgera in den Voralpen und teilt sich in zwei Streifen auf. Hier befinden sich ausgedehnte Wälder sowie Weideland. Der südwestliche Abschnitt umfasst den linken Talhang der Ärgera im sogenannten Plasselbschlund, wobei die Westgrenze auf dem Berggrat von Klein-Käsenberg Petit Cousimbert (1530 m ü. M.) nach Chrüzflue und Muschenegg (1263 m ü. M.) verläuft. Der südöstliche Abschnitt erstreckt sich am östlichen Talhang des Höllbachs, reicht im Süden in den Philiponerwald und bis in das Einzugsgebiet des Schwarzsees und des Fuchses Schwybergs. Hier verläuft die Ostgrenze auf dem Kamm des Schwybergs; auf dem Grossen Schwyberg wird mit 1645 m ü. M. der höchste Punkt von Plasselb erreicht. Der zwischen Ärgera und Höllbach liegende Kapberg gehört zur Gemeinde Val-de-Charmey. Von der Gemeindefläche entfielen 1997 4 % auf Siedlungen, 56 % auf Wald und Gehölze, 38 % auf Landwirtschaft, und etwas mehr als 2 % war unproduktives Land.
Zu Plasselb gehören der Weiler Neuhaus (973 m ü. M.) auf dem Sattel zwischen Lantershubel und Oberholz, die Ferienhaussiedlung Birchi-Hubel (960 m ü. M.) am Hang oberhalb des Dorfes, Spital-Vorsatz, Muelers sowie zahlreiche Einzelhöfe. Nachbargemeinden von Plasselb sind Plaffeien, Val-de-Charmey, La Roche, Le Mouret, St. Silvester und Giffers.

## Bevölkerung
Mit 1059 Einwohnern (Stand 31. Dezember 2023) gehört Plasselb zu den kleineren Gemeinden des Kantons Freiburg. Von den Bewohnern sind 93,2 % deutschsprachig, 2,2 % französischsprachig, und 2,1 % sprechen Albanisch (Stand 2000). Die Bevölkerungszahl von Plasselb belief sich 1900 auf 467 Einwohner. Im Verlauf des 20. Jahrhunderts wurde insgesamt eine langsame aber stetige Bevölkerungszunahme beobachtet. Seit 1970 (648 Einwohner) hat sich das Bevölkerungswachstum verstärkt.

## Wirtschaft
Plasselb war bis in die zweite Hälfte des 20. Jahrhunderts ein vorwiegend durch die Landwirtschaft geprägtes Dorf. Noch heute haben die Milchwirtschaft, die Viehzucht und die Forstwirtschaft einen wichtigen Stellenwert in der Erwerbsstruktur der Bevölkerung. Weitere Arbeitsplätze sind im lokalen Kleingewerbe und im Dienstleistungssektor vorhanden. In Plasselb gibt es Betriebe der Holzverarbeitung und Möbelherstellung, des Transportgewerbes, des Baus von landwirtschaftlichen Maschinen und der Wärmetechnik. Arbeitsplätze im tertiären Sektor konzentrieren sich neben der Administration vor allem auf den touristischen Bereich (Gastgewerbe, Kunsthandwerk etc.). In den letzten Jahrzehnten hat sich das Dorf auch zu einer Wohngemeinde entwickelt. Viele Erwerbstätige sind deshalb Wegpendler, die hauptsächlich in der Region Freiburg arbeiten.

## Verkehr
Die Gemeinde ist verkehrsmässig recht gut erschlossen. Sie liegt an der Hauptstrasse von Freiburg nach Plaffeien und in die Region Schwarzsee. Durch die Buslinie der Transports publics Fribourgeois, die von Freiburg nach Plaffeien führt, ist Plasselb an das Netz des öffentlichen Verkehrs angebunden.
129: Freiburg, Busbahnhof – Marly – Giffers – Plasselb – Plaffeien

## Geschichte
Die erste urkundliche Erwähnung des Ortes erfolgte 1236 unter dem Namen plana silva (abgeleitet aus dem Lateinischen in der Bedeutung von ebener Wald). Später erschienen die Bezeichnungen Plannaseyva (1324), Blanselp (1364), erstmals Plasselb (1445) und Plannasewa (1472).
1476 Murtenschlacht, mit dabei ist eine "Reis-Compagnie" von 8 ausgerüsteten Männern.
Das Lehen Plasselb gehört im Mittelalter Rudolph von Ecublens, der es 1291 an den Bischof von Lausanne verkaufte. In der Folgezeit gab es zahlreiche Besitzerwechsel, darunter waren auch die Herren von Corbières, von Englisberg und die Familie Velga. Durch Kauf kam Plasselb 1486 unter die Herrschaft von Freiburg und wurde der Alten Landschaft (Burgpanner) zugeordnet. Nach dem Zusammenbruch des Ancien Régime (1798) gehörte das Dorf während der Helvetik und der darauf folgenden Zeit zum Distrikt Freiburg, ab 1831 zum Deutschen Bezirk Freiburg, bevor es 1848 mit der neuen Kantonsverfassung in den neu geschaffenen Sensebezirk eingegliedert wurde.
Mit Wirkung auf den 1. Januar 1971 wurde Neuhaus nach Plasselb eingemeindet.
Ende des Winters 1994 setzte sich an der östlichen Talflanke des Höllbachs unterhalb des Schwybergs nach einer über lange Zeit sehr niederschlagsreichen Periode der Hang in Bewegung. Der Erdrutsch von Falli-Hölli mit verschiedenen Murgängen führte schliesslich zur vollständigen Zerstörung der Ferienhaussiedlung Falli-Hölli mit rund 30 Häusern.
Kirchlich gehörte Plasselb zunächst zur Pfarrei Rechthalten, ab 1519 zur Pfarrei Plaffeien, und nach verschiedenen Streitigkeiten über den Gottesdienst wurde es 1720 zur selbständigen Kirchgemeinde erhoben.

## Sehenswürdigkeiten

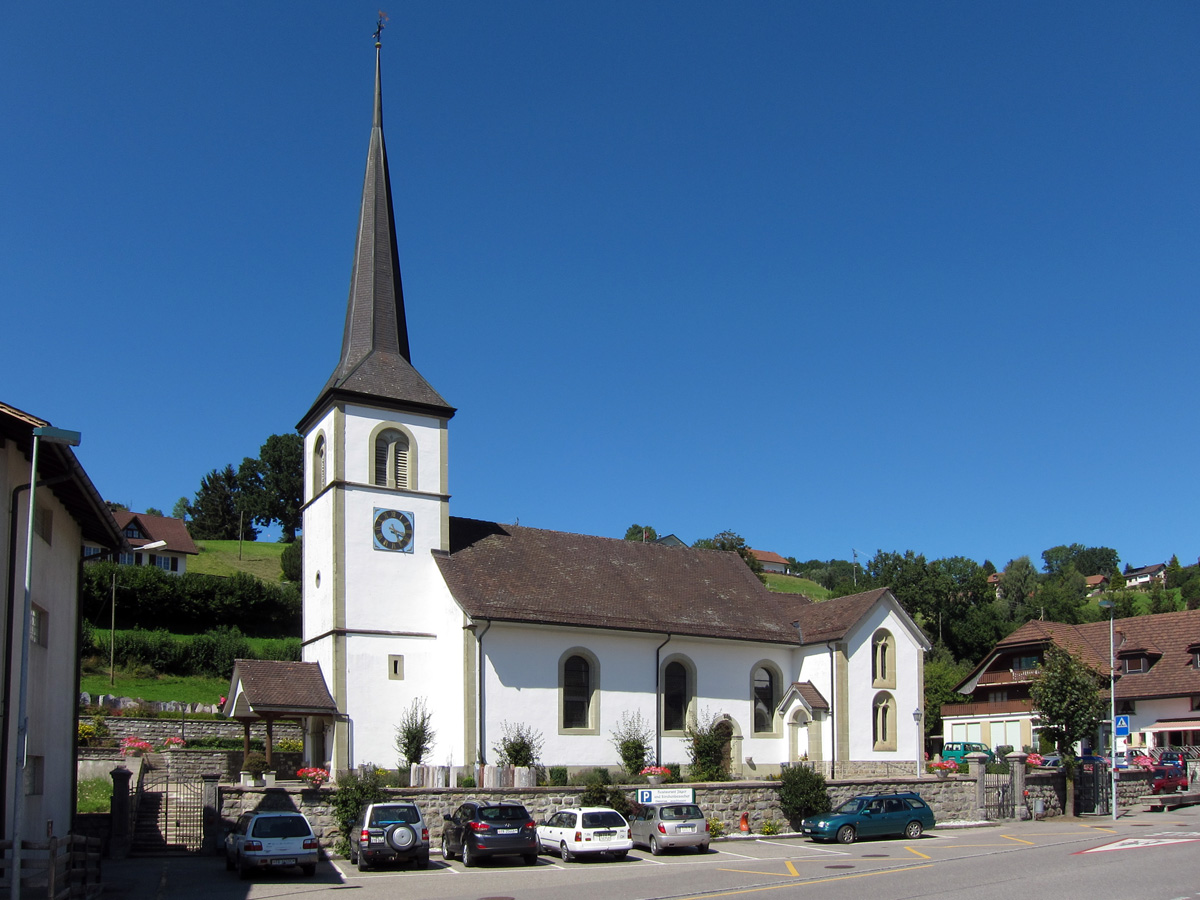
Kirche von Plasselb

Die Pfarrkirche Sankt Martin wurde 1814 an der Stelle eines älteren Gotteshauses erbaut und 1972 bis 1973 im Innern sowie 1986 aussen restauriert.
Westlich der Ärgera befindet sich die Muelersgrotte am Fuss eines Sandsteinfelsens.